# Vlag van Minneapolis

Vlag van Minneapolis

De vlag van Minneapolis werd op 27 mei 1955 aangenomen als de officiële vlag van de stad Minneapolis. Het is een koningsblauwe wimpel op een wit veld of witte achtergrond met een witte cirkel op een blauwe wimpel die uit vier delen bestaat; elk van de vier delen van de cirkel bevat een blauw symbool, d.w.z. een gebouw dat onderwijs en kunst symboliseert; een tandwiel en stalen vierkant die arbeid en industrie symboliseren; een scheepsrad dat de meren en rivieren symboliseert en alle activiteiten die daarmee verbonden zijn; een microscoop die onderzoek, vakmanschap en vooruitgang symboliseert.